# Tiphia levipunctata
Tiphia levipunctata (лат.) — вид ос рода Tiphia из семейства Tiphiidae (Hymenoptera). Индия, Таиланд. 

## Описание
Жалящие перепончатокрылые. Длина тела 13,8—14,6 мм. Срединное расширение наличника слабо выемчатое, базальная половина наличника грубо пунктирована, вершинная половина гладкая; мезоскутум с переднемедиальной бороздкой и нотаулями не соединенными; тегулы оранжево-коричневые; метанотум с рассеянной мелкой пунктировкой; дорсальная сторона проподеума с удлинённой прямоугольной формы ареолой; латеральная сторона проподеума с умеренно расположенными грубулами; переднее крыло желтовато-гиалиновое; задний базитарзус с короткой неглубокой бороздкой; средние и задние трохантеры и бедренные кости оранжево-красные. Личинки предположительно, как и близкие виды, паразитируют на пластинчатоусых жуках (Scarabaeidae, Rutelidae, Cetoniinae). Вид был впервые описан в 1930 году американским энтомологом Гарри Виллисом Алленом (1892—1981) и Jaynes H. A., а его валидный статус подтверждён в 2022 году.